# Larissa Crummer
Larissa Crummer (Nambour, 10 gennaio 1996) è un'ex calciatrice australiana, di ruolo attaccante. Ha giocato 33 partite con la nazionale australiana, partecipando ad un'edizione del campionato mondiale e ad un'edizione dei Giochi olimpici.

## Carriera

### Nazionale
Crummer inizia ad essere convocata dalla Federcalcio australiana dal 2010, quando ancora quattordicenne viene inserita per la prima volta nella rosa della formazione Under-19 delle Young Matildas, per poi essere confermata in occasione del campionato asiatico U-19 di Vietnam 2011. Rimasta in quota, viene richiamata anche due anni più tardi, in occasione dell'edizione di Cina 2013; in entrambi i campionati la sua nazionale non riesce a raggiungere che il 5º posto.
Dopo un altro anno arriva anche la prima convocazione da parte del commissario tecnico Alen Stajcic della nazionale maggiore, che la inserisce in rosa con la squadra che affronta l'edizione 2015 della Cyprus Cup. Qui debutta il 4 marzo, nel primo incontro del gruppo B della fase a gironi, dove entrata al 63' in sostituzione di Kyah Simon 10 minuti più tardi sigla anche la rete che sblocca il risultato e assegna all'Australia la vittoria per 1-0 sui Paesi Bassi. In virtù delle sue prestazioni Stajcic decide di confermarla anche nella rosa delle giocatrici in partenza per il Mondiale di Canada 2015 annunciata il 12 maggio 2015, che con i suoi 19 anni è la più giovane australiana in squadra. In quell'occasione Crummer marca due presenze, nel pareggio 1-1 con la Svezia e nella sconfitta per 1-0 con il Giappone ai quarti di finale.
Crummer è stata nuovamente convocata nelle Matildas per il torneo di qualificazione olimpica femminile AFC 2016, ma ha subito un infortunio al ginocchio durante una partita di allenamento prima della competizione ed è stata sostituita in squadra da Ashleigh Sykes. Ripresasi dall'infortunio in tempo per essere nominata da Stajcic nella squadra olimpica delle Matildas, nel corso del torneo di calcio femminile di Rio 2016 scende in campo due volte, entrambe come sostituta, prima dell'eliminazione della sua squadra ai quarti di finale da parte del Brasile, superata solo grazie ai calci di rigore dopo che la partita si era chiusa a reti inviolate ai tempi supplementari.
Successivamente Crummer è stata inserita nella rosa delle Matildas per la Coppa d'Asia di Giordania 2018, senza tuttavia essere utilizzata nel torneo dal ct Stajcic. In quell'occasione l'Australia si è classificata seconda dietro al Giappone centrando la qualificazione al Mondiale di Francia 2019.

## Palmarès

### Club
- Campionato australiano: 3

Sydney FC: 2012-2013
Melbourne City: 2015-2016, 2016-2017

### Individuale
- W-League Golden Boot: 1

2015-2016
- W-League Young Player of the Year: 1

2015-2016